# 仙石線
仙石線（日语：／ Senseki sen */?）是一條連結宮城縣仙台市青葉區的青葉通站途經仙台站至宮城縣石卷市的石卷站，屬於東日本旅客鐵道（JR東日本）的鐵路線（幹線）。除此以外陸前山下站至石卷港站之間還設有日本貨物鐵道（JR貨物）的貨物支線。

## 概要
本路線是JR東日本在東北區域中，唯一採用直流電的路線，也是JR路線中最北的直流電化路線。因此，大部份於區內行走的電車，均不能於本線上行走。而連接本線與東北本線的連接路軌「仙石東北線」縱然於2015年5月30日開通，但由於所採用的電流不同，連接路軌部份並沒有裝置電纜，一般電車亦無法駛入，要使用特別新製的JR東日本HB-E210系氣動車行駛。
在宮城電氣鐵道時期的仙台站至東七番町站為日本最早的地下化鐵路，於1925年通車。比日本第一條地鐵路線東京地下鐵銀座線還早2年半。但宮城電氣鐵道時期的仙台站至東七番町站這段地下區間已於1952年停駛廢線。
除支線外全線都包括在IC乘車卡「Suica」的仙台地域內。

## 路線資料
- 管轄、路線距離（營業距離）：全長50.8公里（第一種區間。包括支線）
  - 東日本旅客鐵道：
    - 青葉通站－石卷站間 49.0公里（第一種鐵道事業）

  - 日本貨物鐵道：
    - 陸前山下站－石卷港站間 1.8公里（第一種鐵道事業）
    - 陸前山下站－石卷站間（1.4公里）（第二種鐵道事業）
- 軌距：1067毫米
- 站數：33個
  - 旅客站：32個（包括起終點站）
    - 若只限屬於仙石線的旅客站，仙台站（屬於東北本線[1]）與石卷站（屬於石卷線[1]）則為30個。

  - 貨物站：1（石卷港站）
- 複線路段：青葉通站－東鹽釜站
- 電氣化路段：青葉通站－石卷站間（直流電1500V）
  - 除陸前山下站－石卷港站間的貨物線以外全線電氣化。
- 閉塞方式
  - 青葉通站－東鹽釜站：移動閉塞式
  - 東鹽釜站－石卷站：自動閉塞式（特殊）
- 保安裝置
  - ATACS（青葉通站－東鹽釜站）
  - ATS-Ps（東鹽釜站－石卷站）
- 運轉指令所（日语：運転指令所）：仙台綜合指令室（仙石CTC、JR宮城野綜合事務所內）
- 最高速度：95公里/小時

除支線以外全線由JR東日本仙台支社管轄。

## 輸送密度
指每公里路段於1日內所運載的平均乘客人數。
- 1987年度：21,879人
- 2009年度：22,287人
- 2010年度：21,450人
- 2011年度：15,153人[3]
- 2012年度：16,211人
- 2013年度：16,893人

## 沿線簡況
仙石線是連接仙台市及其近郊區域及鄰近城市的主要鐵路幹線，不但作為市民日常通勤、通學時的運輸系統，同時亦帶動區域內觀光事業交通服務。另外，仙石線兼備了仙台～鹽竈～松島與石卷之間的聯繫，帶動了相關地區的聯繫。

## 歷史
- 1925年6月5日：宮城電氣鐵道（日语：宮城電気鉄道）仙台～西盬釜間開業。開設宮電仙台、東七番丁、榴岡、陸前原町、福田町、陸前高砂、多賀城、西鹽釜共8站[4]。
- 1926年：

- 1月1日：新設宮城野原站。
- 4月14日：西鹽釜～本鹽釜間延伸開業，本鹽釜站新設。

- 1927年4月18日：本鹽釜～松島公園間延伸開業。增設東鹽釜、濱田、松島公園3個站[7]。
- 1928年：

- 4月10日：松島公園～陸前小野間延伸開業、增設小石浜遊園、新富山、高城町、手樽、陸前富山、大塚、野蒜、陸前小野8個站。
- 5月15日：新田站新設。
- 11月22日：陸前小野～石卷間延伸開業，仙台～石卷間全線通車。增設矢本、陸前赤井、蛇田、石卷4個站。

- 1929年6月1日：新設鹿妻站。日本鐵道省仙台鐵道局（即現東日本旅客鐵道仙台支社）的宣傳海報（1930年代）。過往東北本線與國有化前的宮城電鐵間，對往來松島的旅客存有競爭。
- 1931年：

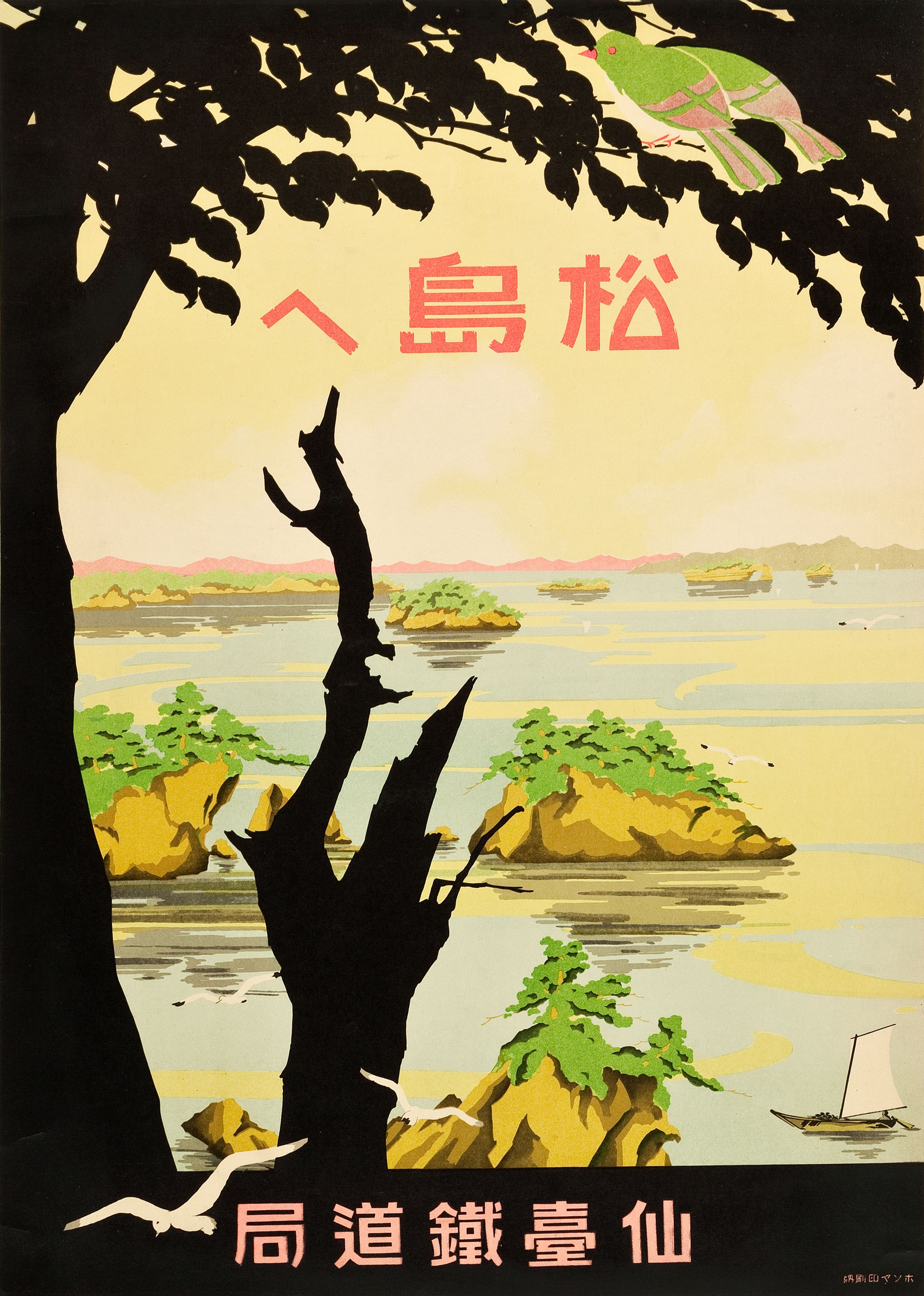
日本鐵道省仙台鐵道局（即現東日本旅客鐵道仙台支社）的宣傳海報（1930年代）。過往東北本線與國有化前的宮城電鐵間，對往來松島的旅客存有競爭。

- 10月23日：野蒜站改名為「東北須磨站」。
- 12月1日：大塚停留場向仙台方面遷移1km，同日東名站開業。

- 1932年：

- 1月8日：石卷站改名為「宮電石卷」。
- 8月1日：下馬信號所昇格為「下馬站」。

- 1939年：

- 2月1日：宮電山下站新設。
- 11月7日：宮電山下～釜間的貨物線開業。

- 1943年2月8日：新田站遷移，並改名為苦竹站。
- 1944年5月1日：宮城電氣鐵道國有化，改稱為仙石線[11]。並將下列車站改名：宮電仙台→仙台、東七番丁→仙台東口、西鹽釜→西鹽竈、本鹽釜→本鹽竈、東鹽釜→東鹽竈、濱田→陸前濱田、松島公園→松島海岸、富山→陸前富山、大塚→陸前大塚、東北須磨→野蒜、宮電山下→陸前山下、宮電石卷→石卷。新田、小石濱遊園、新富山3站同日起廢站。
- 1945年6月10日：陸前富山，陸前大塚、鹿妻3站休止。
- 1946年6月10日：陸前富山，陸前大塚、鹿妻3站重開。
- 1952年：

- 6月1日：仙台～仙台東口間的地下區間休止。
- 9月26日：仙台～仙台東口間一段廢線。仙台東口改稱為「仙台」。

- 1953年7月20日：釜～石卷港間貨物線開業。
- 1956年10月1日：成立仙石線管理所。
- 1957年：

- 增設快速列車。
- 6月6日：陸前山下～釜間的電化服務被廢止。

- 1959年9月：石卷～仙台間快速電車開始運行。
- 1963年5月25日：下列車站更改站名：西鹽竈→西鹽釜、本鹽竈→本鹽釜、東鹽竈→東鹽釜。
- 1966年1月20日：陸前原町～福田町間「苦竹高架」完成、高架化。
- 1968年：

- 2月23日：福田町～多賀城間複線化。
- 3月19日：陸前原町～福田町間複線化。
- 10月11日：釜～石卷碼頭間的貨物線開業。

- 1969年：

- 9月26日：多賀城～西鹽釜間複線化。
- 10月：石卷～仙台間特別快速電車運行開始，所需時間只要50分鐘。

- 1971年4月1日：仙石線管理所廢除，陸前原町電車區及陸前原町車掌區成立。釜～石卷港的貨物線廢止。
- 1972年：

- 3月15日：釜站改稱為「石卷港」。
- 8月18日：位於鹽竈市內的越浦無人平交道上，一列由仙台開往石卷的下行電車與一輛泥頭車相撞，1節車廂出軌並向松島灣翻側，造成2人死亡、46人受傷。

- 1975年：

- 2月1日：發行「新型電車導入」記念乗車劵。
- 2月15日：引入國鐵72系電車。
- 3月：為使出站合理化，榴岡、宮城野原、苦竹、福田町、陸前高砂、下馬、西鹽釜、東鹽釜、高城町各站的出站窗口關閉。仙台、石卷兩站則增設轉乗專用出閘口。

- 1979年10月1日：改用103系列車。
- 1981年：

- 4月1日：新設中野榮站。
- 11月1日：西鹽釜～東鹽釜間高架、複線化。本鹽釜、東鹽釜兩站遷移。

- 1983年：

- 6月15日：廢除陸前原町車掌區，統合於仙台車掌區內。
- 9月20日：多賀城～石卷間引入CTC。東鹽釜站內設置CTC控制中心、取消使用通票閉塞系統。
- 10月2日：引入假日時間表，線內最高速度由が85km/h提昇至95km/h。

- 1987年：

- 3月31日：新設東矢本站。
- 4月1日：國鐵分割民營化，路線由東日本旅客鐵道（第一種）及日本貨物鐵道（第二種）承継。

- 1988年3月13日：時間表更正，增設快速列車「海風」（うみかぜ）。陸前大塚站的列車交換設備開始使用。
- 1990年7月21日：石卷站站舍統合，仙石線及石卷線使用同1座站舍。
- 1991年：

- 3月9日：新設宮城野信號場。
- 3月15日：解散陸前原町電車區、轉換至宮城野電車區。

- 1999年11月1日：石卷港～石卷碼頭間的貨物線廢線。
- 2000年：因仙石線地下化工程完成而伸延開業的青葉通站（2021年9月）。

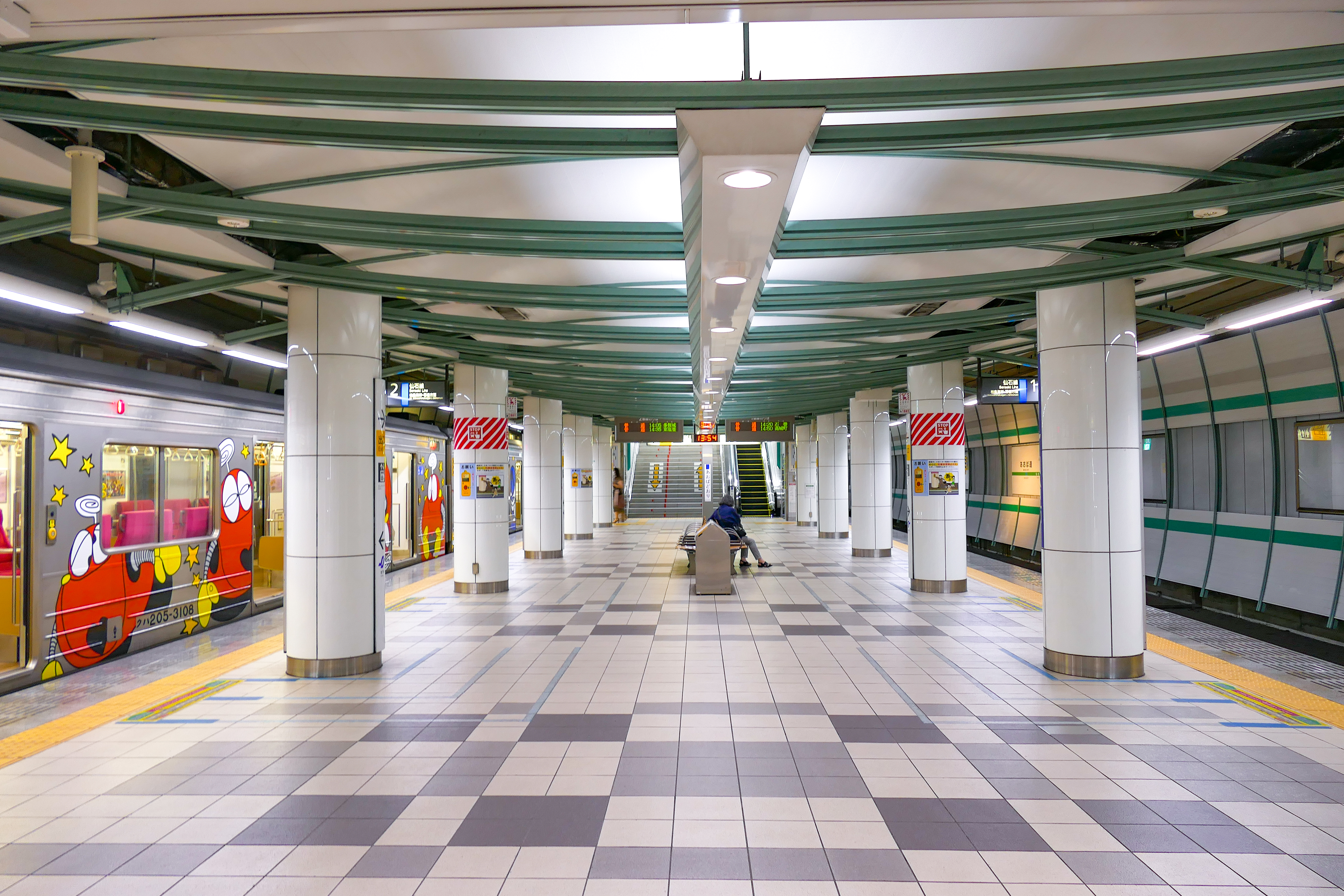
因仙石線地下化工程完成而伸延開業的青葉通站（2021年9月）。

- 3月11日：仙台～陸前原町間地下化、青葉通站開業。
- 3月20日：CTC控制中心遷移至宮城野綜合事務所內。青葉通～中野榮間改以CTC運作。
- 6月25日：連接野蒜～陸前小野間的鳴瀨川橋完成。

- 2002年11月5日：引入205系3100番台列車[12]。
- 2003年10月1日：宮城野運輸區成立。
- 2004年：

- 3月13日：新設小鶴新田站。
- 7月：停止使用103系列車。RT235編成被安置於郡山站內作後備車（2007年3月重新在路線上使用）。
- 10月16日：快速列車「海風」除名。平日、假日時間表一體化。

- 2009年：

- 10月21日：103系RT235編成最後運行。
- 11月29日：多賀城站上行線道高架化。

- 2011年：

- 3月11日：發生東北地方太平洋沖地震，引發的海嘯破壞了部份車站及設備，全線不通。
- 3月28日：青葉通～小鶴新田間重開。
- 4月5日：松島～石卷間改以替代巴士行走，並改由東北本線的松島站往來仙台。
- 4月7日：再發生餘震，全線再次停駛
- 4月15日：青葉通～小鶴新田間再重開。
- 4月19日：小鶴新田～東鹽釜間重開。替代巴士改為東鹽釜～石卷之間。
- 5月28日：東鹽釜～高城町間間重開。替代巴士改為松島海岸～石卷之間。
- 7月16日：矢本～石卷之間重開，改以氣動車行走及復用單票閉塞方式運作。替代巴士改為松島海岸～矢本之間。
- 10月10日：青葉通～東鹽釜間列車保安裝置ATACS化。

- 2012年：

- 3月17日：陸前小野～矢本間重開，但替代巴士仍維持松島海岸～矢本之間。
- 4月8日：多賀城站下行線高架化。
- 9月29日：貨物支線（石卷港～陸前山下）復開前試運轉，陸前山下～石卷間改回採用特殊自動閉塞式，陸前山下～陸前小野則維持單票閉塞。
- 10月9日：貨物支線（石卷港 - 陸前山下）重開。
- 11月下旬：陸前小野～陸前山下間復用特殊自動閉塞式（但陸前赤井站信號設備則仍然停用）。

- 2014年：

- 3月15日：B快速取消，相關列車降格為普通各站停車。
- 4月1日：全線納入於「JR仙台近郊區間」內。
- 12月14日：青葉通～東鹽釜間的ATACS平交道制御機能開始使用。同時完成高城町～陸前小野間的路軌重新接駁。

- 2015年：

- 3月14日：公佈不通區間重開日期，陸前大塚～陸前小野因更改行車路線，全線總距離縮短1.2公里。
- 4月13日：不通區間進行試運轉。
- 5月30日：高城町～陸前小野駅間重新投入服務，全線重開。仙石東北線亦於同日開業，快速列車全改行仙石東北線。

- 2016年：

- 3月26日：陸前赤井～蛇田間新設石卷步野站。

## 車站列表

### 本線（東日本旅客鐵道）
- ：特定都區市內制度下屬於「仙台市內」地域的車站
- 停靠站
  - 普通…除信號場外停靠所有車站
  - 仙石東北線…●・■：停靠站（■：使用東北本線月台）、○：只限一部分列車停靠、｜：通過站
- 軌道 … ∥：複線路段、◇・｜：單線路段（◇：可進行列車交會）、∨：此起往下為單線、∧：終點（可交會列車）
- 所有車站都位於宮城縣內

| 中文站名     | 日文站名 | 英文站名 | 站間營業距離 | 累計營業距離 | 累計營業距離 | 仙石東北線           | 仙石東北線           | 接續路線、備註 | 軌道 | 地面／地底 | 所在地        | 所在地        |
| 中文站名     | 日文站名 | 英文站名 | 站間營業距離 | 途經仙石線   | 途經東北本線 | 快速                 | 特別快速             | 接續路線、備註 | 軌道 | 地面／地底 | 所在地        | 所在地        |
| ------------ | -------- | -------- | ------------ | ------------ | ------------ | -------------------- | -------------------- | --- | ---- | ---------- | ------------- | ------------- |
| 青葉通       |          |          | -            | 0.0          | 0.0          |                      |                      | 仙台市地下鐵：■南北線、■東西線（仙台、青葉通一番町） | ∥    | 地底路段   | 仙台市        | 青葉區        |
| 仙台         |          |          | 0.5          | 0.5          | 0.5          | ■                    | ■                    | 東日本旅客鐵道：東北新幹線、秋田新幹線、北海道新幹線、■東北本線、■ 仙石東北線、■常磐線、■仙山線、■仙台機場Access線 仙台市地下鐵：■南北線、■東西線（宮城野通） | ∥    | 地底路段   | 仙台市        | 宮城野區      |
| 榴岡         |          |          | 0.8          | 1.3          | -            | 東北本線、途經接續線 | 東北本線、途經接續線 | | ∥    | 地底路段   | 仙台市        | 宮城野區      |
| 宮城野原     |          |          | 1.1          | 2.4          | -            | 東北本線、途經接續線 | 東北本線、途經接續線 | | ∥    | 地底路段   | 仙台市        | 宮城野區      |
| 陸前原之町   |          |          | 0.8          | 3.2          | -            | 東北本線、途經接續線 | 東北本線、途經接續線 | | ∥    | 地底路段   | 仙台市        | 宮城野區      |
| 苦竹         |          |          | 0.8          | 4.0          | -            | 東北本線、途經接續線 | 東北本線、途經接續線 | | ∥    | 地面路段   | 仙台市        | 宮城野區      |
| 小鶴新田     |          |          | 1.6          | 5.6          | -            | 東北本線、途經接續線 | 東北本線、途經接續線 | | ∥    | 地面路段   | 仙台市        | 宮城野區      |
| 宮城野信號場 |          | /        | -            | 6.8          | -            | 東北本線、途經接續線 | 東北本線、途經接續線 | 往仙台車輛中心宮城野派出所的分岔 | ∥    | 地面路段   | 仙台市        | 宮城野區      |
| 福田町       |          |          | 2.1          | 7.7          | -            | 東北本線、途經接續線 | 東北本線、途經接續線 | | ∥    | 地面路段   | 仙台市        | 宮城野區      |
| 陸前高砂     |          |          | 0.9          | 8.6          | -            | 東北本線、途經接續線 | 東北本線、途經接續線 | | ∥    | 地面路段   | 仙台市        | 宮城野區      |
| 中野榮       |          |          | 1.7          | 10.3         | -            | 東北本線、途經接續線 | 東北本線、途經接續線 | | ∥    | 地面路段   | 仙台市        | 宮城野區      |
| 多賀城       |          |          | 2.3          | 12.6         | -            | 東北本線、途經接續線 | 東北本線、途經接續線 | | ∥    | 地面路段   | 多賀城市      | 多賀城市      |
| 下馬         |          |          | 1.8          | 14.4         | -            | 東北本線、途經接續線 | 東北本線、途經接續線 | | ∥    | 地面路段   | 多賀城市      | 多賀城市      |
| 西鹽釜       |          |          | 0.8          | 15.2         | -            | 東北本線、途經接續線 | 東北本線、途經接續線 | | ∥    | 地面路段   | 鹽竈市        | 鹽竈市        |
| 本鹽釜       |          |          | 0.8          | 16.0         | -            | 東北本線、途經接續線 | 東北本線、途經接續線 | | ∥    | 地面路段   | 鹽竈市        | 鹽竈市        |
| 東鹽釜       |          |          | 1.2          | 17.2         | -            | 東北本線、途經接續線 | 東北本線、途經接續線 | | ∨    | 地面路段   | 鹽竈市        | 鹽竈市        |
| 陸前濱田     |          |          | 3.1          | 20.3         | -            | 東北本線、途經接續線 | 東北本線、途經接續線 | | ｜   | 地面路段   | 宮城郡 利府町 | 宮城郡 利府町 |
| 松島海岸     |          |          | 2.9          | 23.2         | -            | 東北本線、途經接續線 | 東北本線、途經接續線 | | ◇    | 地面路段   | 宮城郡 松島町 | 宮城郡 松島町 |
| 高城町       |          |          | 2.3          | 25.5         | 24.2         | ●                    | ●                    | 東日本旅客鐵道：■仙石東北線（鹽釜方向） | ◇    | 地面路段   | 宮城郡 松島町 | 宮城郡 松島町 |
| 手樽         |          |          | 1.8          | 27.3         | 26.0         | ｜                   | ｜                   | | ｜   | 地面路段   | 宮城郡 松島町 | 宮城郡 松島町 |
| 陸前富山     |          |          | 1.3          | 28.6         | 27.3         | ｜                   | ｜                   | | ｜   | 地面路段   | 宮城郡 松島町 | 宮城郡 松島町 |
| 陸前大塚     |          |          | 2.2          | 30.8         | 29.5         | ｜                   | ｜                   | | ◇    | 地面路段   | 東松島市      | 東松島市      |
| 東名         |          |          | 1.4          | 32.2         | 30.9         | ｜                   | ｜                   | | ｜   | 地面路段   | 東松島市      | 東松島市      |
| 野蒜         |          |          | 1.2          | 33.4         | 32.1         | ●                    | ｜                   | | ◇    | 地面路段   | 東松島市      | 東松島市      |
| 陸前小野     |          |          | 2.6          | 36.0         | 34.7         | ●                    | ｜                   | | ◇    | 地面路段   | 東松島市      | 東松島市      |
| 鹿妻         |          |          | 1.6          | 37.6         | 36.3         | ｜                   | ｜                   | | ｜   | 地面路段   | 東松島市      | 東松島市      |
| 矢本         |          |          | 2.6          | 40.2         | 38.9         | ●                    | ●                    | | ◇    | 地面路段   | 東松島市      | 東松島市      |
| 東矢本       |          |          | 1.4          | 41.6         | 40.3         | ｜                   | ｜                   | | ｜   | 地面路段   | 東松島市      | 東松島市      |
| 陸前赤井     |          |          | 1.5          | 43.1         | 41.8         | ●                    | ｜                   | | ◇    | 地面路段   | 東松島市      | 東松島市      |
| 石卷步野     |          |          | 2.1          | 45.2         | 43.9         | ○                    | ｜                   | | ｜   | 地面路段   | 石卷市        | 石卷市        |
| 蛇田         |          |          | 1.4          | 46.6         | 45.3         | ●                    | ｜                   | | ｜   | 地面路段   | 石卷市        | 石卷市        |
| 陸前山下     |          |          | 1.0          | 47.6         | 46.3         | ●                    | ｜                   | 日本貨物鐵道：仙石線貨物支線 | ◇    | 地面路段   | 石卷市        | 石卷市        |
| 石卷         |          |          | 1.4          | 49.0         | 47.7         | ●                    | ●                    | 東日本旅客鐵道：■石卷線、■仙石東北線（女川方向） | ∧    | 地面路段   | 石卷市        | 石卷市        |

1. ↑  仙台站前
2. ↑  常磐線在路線名稱上以東北本線岩沼站為終點，運行系統上所有旅客列車都直通至仙台站

### 貨運支線（日本貨物鐵道、通稱：石卷港線）
- （貨）：貨運専用車站
- 兩站都位於宮城縣石卷市

| 中文站名     | 日文站名 | 營業距離 | 接續路線                       |
| ------------ | -------- | -------- | ------------------------------ |
| 陸前山下     |          | 0.0      | 東日本旅客鐵道：仙石線（本線） |
| （貨）石卷港 |          | 1.8      |                                |

## 關連項目
- 日本鐵路線列表